# Dufourea armata
Dufourea armata là một loài Hymenoptera trong họ Halictidae. Loài này được Popov mô tả khoa học năm 1959.